# Бун (Северна Каролина)
Бун (енгл. Boone) град је у америчкој савезној држави Северна Каролина.

## Демографија
По попису из 2010. године број становника је 17.122, што је 3.65 (27,1%) становника више него 2000. године.
| Група             | 2000.          | 2010.          |
| Белци             | 12.518 (92,9%) | 15.396 (89,9%) |
| Афроамериканци    | 461 (3,4%)     | 603 (3,5%)     |
| Азијати           | 160 (1,2%)     | 268 (1,6%)     |
| Хиспаноамериканци | 221 (1,6%)     | 568 (3,3%)     |
| Укупно            | 13.472         | 17.122         |